# Universidad Técnica de Oruro
La Universidad Técnica de Oruro (UTO), es una universidad pública de Bolivia, ubicada en la ciudad de Oruro. 
Según el Ranking Web de Universidades, Webometrics 2021, ocupa el puesto 17 de las mejores universidades de Bolivia.

## Historia
Fue creada por Decreto Supremo de 15 de octubre de 1892 con el nombre de Distrito Universitario de Oruro. Cambió de denominación en 1937 a "Universidad San Agustín" y finalmente adoptó el nombre que ahora tiene en 1941. Se denominó Universidad Técnica de Oruro bajo la gestión del rector doctor en leyes Josermo Murillo Vacarreza en 1941.
Dirección de Postgrado e Investigación Científica - UTO
La visión de futuro factible de la Universidad Técnica de Oruro, concertada y factible de alcanzar, se expresa en proyecciones institucionales en cada uno de sus campos de acción y en los términos siguientes, referidos al Postgrado:
“El postgrado consolida la sustentabilidad de sus programas con innovación, incorporando la investigación científica pertinente como actividad principal, ampliando su oferta curricular a programas de Doctorado que permiten incrementar los recursos humanos con alto nivel académico; su fortaleza está en el relacionamiento nacional e internacional, lo que le permite liderizar la publicación de bibliografía orientada a proponer soluciones a los problemas regionales”.
“Formar profesionales críticos y creativos en las diferentes áreas de la ciencia, que sean capaces de interpretar con razonamiento científico la realidad del entorno, convirtiéndose en actores de transformación cualitativa de la realidad social, económica, política y cultural, buscado senderos que posibiliten nuestro desarrollo e integración nacional; promover la investigación en las áreas del conocimiento científico que reflejen la pertinencia en el estudio de los problemas que conllevan los procesos productivos y sociales, para que sirvan de impulso al desarrollo integral del Departamento y del País, como producto de una vinculación estrecha con su base productiva; participar orgánicamente en los procesos de luchas sociales, defendiendo los recursos naturales y los derechos humanos, actuando oportunamente en la orientación al pueblo sobre temas de importancia local, regional y nacional, promocionando y difundiendo la cultura nacional y universal”.